# Toren van Esino
De Toren van Esino (Italiaans: Torre di Esino of La Torre) is een verdedigingstoren in Esino Lario in de Italiaanse provincie Lecco (regio Lombardije). De toren staat ten noordoosten van Esino Superiore op een richel die uitsteekt uit de oprijzende berg en ten zuidwesten van het hoger gelegene Sciorcasela.
Het bouwwerk torent boven het dorp uit en is vanuit vele plekken in het dorp te zien.
De toren werd vroeger gebruikt als uitkijktoren. Het maakte toen deel uit van een serie uitkijktorens die onderdeel waren van het fortificatiesysteem om het territorium te bewaken.
Anno 2016 heeft de toren geen dak en is ze in vervallen toestand.

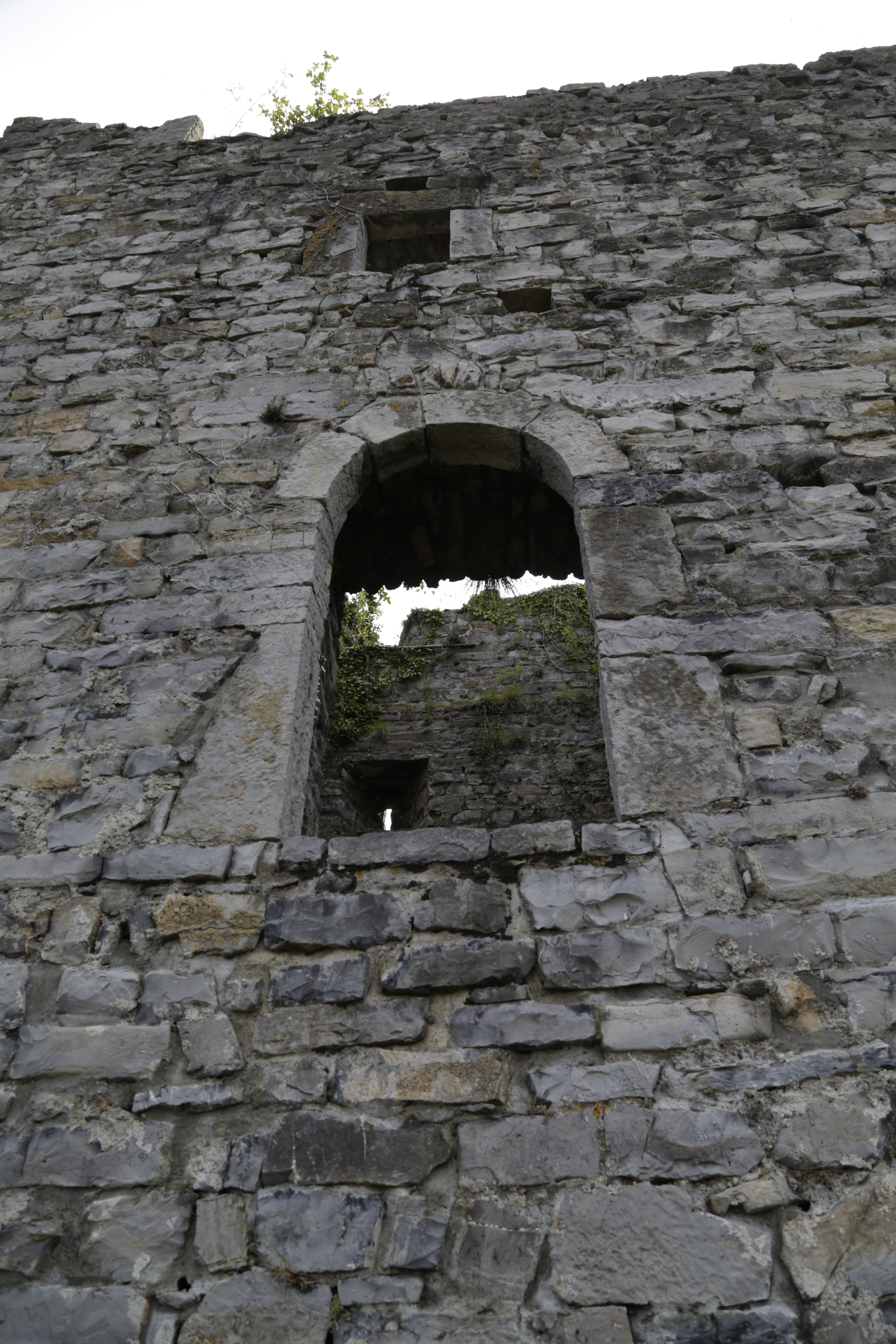
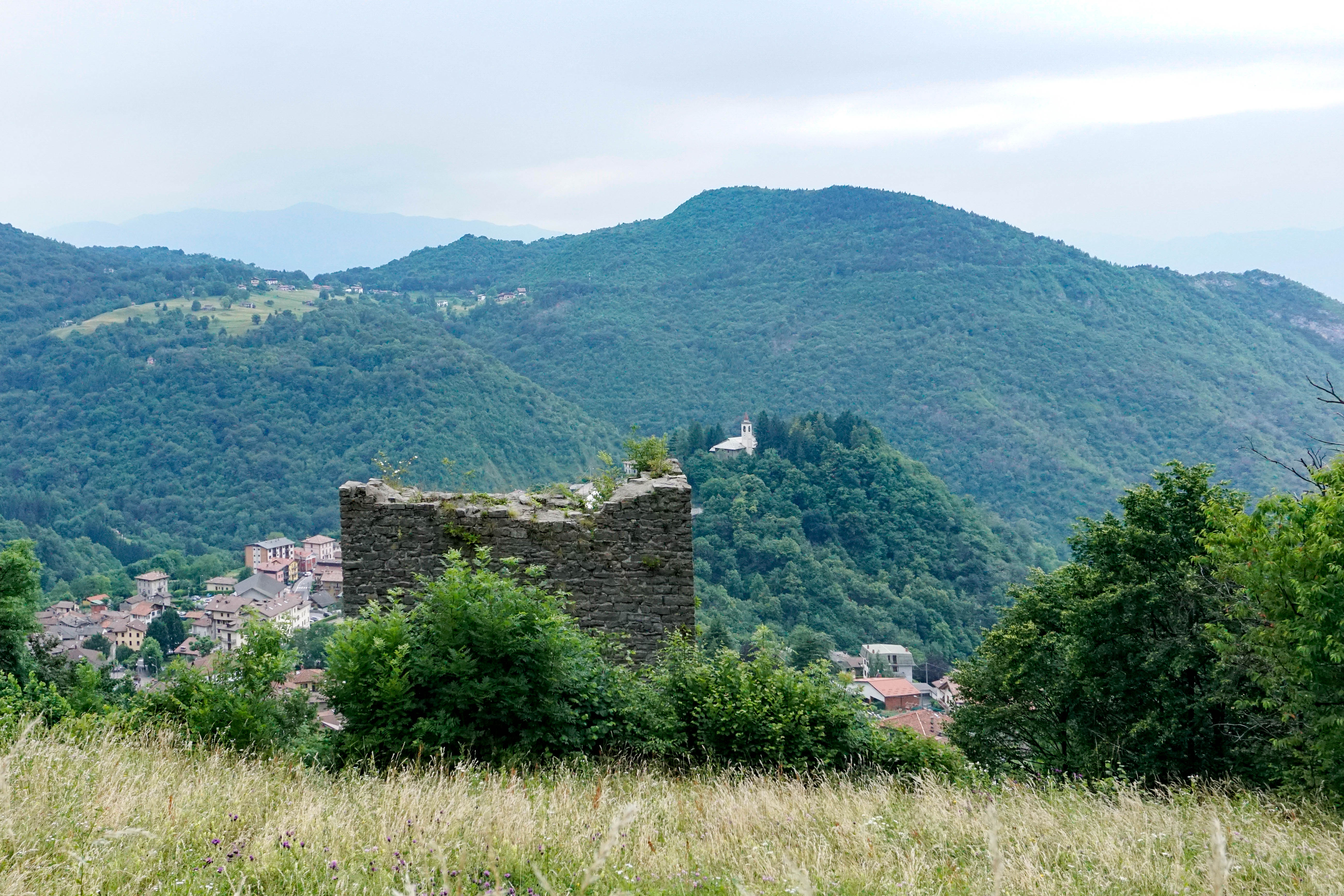
Toren met de Sint-Victorkerk op de achtergrond